# Antoine Sicot
Antoine Sicot est un chanteur soliste français spécialisé dans la musique ancienne pour voix de basse.

## Biographie
Antoine Sicot nait  en 1953 à Saint-Ouen-de-Sécherouvre dans le département français de l'Orne en région Normandie.
Il devient professeur de musique à L'Aigle et chante occasionnellement à Tours. C'est là qu'il est repéré par Dominique Visse qui l'invite à intégrer l'ensemble Clément-Janequin à la fin des années 1970.
Il travaille durant les années 1980 avec l'ensemble de musique baroque Les Arts florissants dirigé par William Christie, un ensemble qui était alors un des fers de lance du mouvement de renouveau de la musique baroque surnommé les Baroqueux en France et en Belgique, et en devient membre aux côtés d'Agnès Mellon, Jill Feldman, Monique Zanetti, Guillemette Laurens, Dominique Visse, Michel Laplénie, Étienne Lestringant, Philippe Cantor, Gregory Reinhart et François Fauché. Il a ainsi le privilège de chanter à l'opéra royal du château de Versailles devant François Mitterrand et Mikhaïl Gorbatchev,.
Il a également collaboré avec La Chapelle royale.
Il est aussi membre de l'ensemble Organum, avec lequel il collabore depuis les années 1980
Il organise des récitals dans sa région natale.

## Discographie sélective

### Avec Les Arts florissants
- 1982 : Antienne "O" de l'Avent H 36 - 43 de Marc-Antoine Charpentier
- 1982 : In nativitatem D.N.J.C. canticum H.414 de Marc-Antoine Charpentier
- 1983 : Pastorale sur la Naissance de Notre Seigneur Jésus-Christ H.482 de Marc-Antoine Charpentier
- 1984 : Médée de Marc-Antoine Charpentier
- 1984 : Airs de Cour de Michel Lambert
- 1986 : Le Reniement de saint Pierre H.424 de Marc-Antoine Charpentier
- 1986 : Didon et Enée de Purcell
- 1987 : Selva Morale e Spirituale de Claudio Monteverdi
- 1989 : Oratorio per la Settimana Santa de Luigi Rossi
- 1990 : Le Malade imaginaire H 495 de Marc-Antoine Charpentier

### Avec l'ensemble Clément Janequin
- 1982 : Le Chant des Oyseaulx de Clément Janequin
- 1982 : Octonaires De La Vanité Du Monde de Paschal de L'Estocart
- 1984 : Amours de Ronsard de Antoine de Bertrand
- 1985 : Fricassée parisienne
- 1987 : Les sept paroles du Christ en Croix de Heinrich Schütz
- 1987 : La Chasse de Clément Janequin[5]
- 1988 : Chansons de Josquin Desprez
- 1988 : Messe L'homme armé et Requiem de Pierre de la Rue
- 2002 : Missa Et ecce terrae motus de Antoine Brumel

### Avec La Chapelle royale
- 1992 : Missa Viri Galilei de Palestrina (ensemble vocal européen de la Chapelle royale et Ensemble Organum)

### Avec l'ensemble Organum
- 1985 : Chants de l'Église de Rome - Période byzantine
- 1986 : Missa Pange lingua de Josquin Desprez
- 1988 : Chants de l'église Milanaise
- 1989 : Carmina Burana
- 1990 : Le jeu des pèlerins d'Emmaüs
- 1990 : Messe de Tournai
- 1991 : Chant vieux-romain
- 1992 : Requiem de Johannes Ockeghem
- 1993 : Chant corse. Manuscrits franciscains (XVIIe – XVIIIe siècles)
- 1994 : Messe de la Nativité de la Vierge
- 1995 : Messe de Notre Dame de Guillaume de Machaut
- 2004 : Compostela ad Vesperas Sancto Iacobi - Codex Calixtinus
- 2006 : Le chant des Templiers (XIIe siècle)
- 2009 : Missa Gotica (XIVe siècle)

### Avec Les Chantres de la Sainte-Chapelle
- 2005 : La Passion selon Saint-Jean (anonyme, XVIe siècle) : Choc du Monde de la Musique[1].